# 蒙克莱拉
蒙克莱拉（法語：Montcléra，法語發音：[mɔ̃kleʁa]）是法国洛特省的一个市镇，属于卡奥尔区。

## 地理
蒙克莱拉（44°37'12"N, 1°12'37"E）面积20.91 平方千米，位于法国奧克西塔尼大區洛特省，该省份为法国西南部内陆省份，北起顺时针与科雷兹省、康塔爾省、阿韦龙省、塔恩-加龙省、洛特-加龍省和多尔多涅省接壤。
与蒙克莱拉接壤的市镇（或旧市镇、城区）包括：莱萨尔克、卡扎勒、弗赖西内勒热拉、然杜、古茹纳克、马米尼亚克、圣卡普赖。

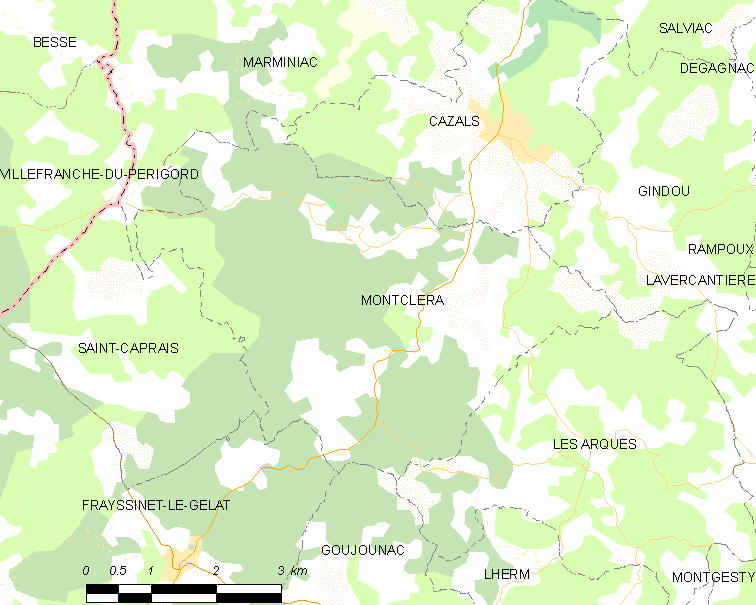
蒙克莱拉的OSM定位图

蒙克莱拉的时区为UTC+01:00、UTC+02:00（夏令时）。

## 行政
蒙克莱拉的邮政编码为46250，INSEE市镇编码为46200。

## 政治
蒙克莱拉所属的省级选区为皮莱韦克县。

## 人口

1962-2008年间蒙克莱拉人口变化图示

蒙克莱拉于2022年1月1日时的人口数量为275人。